# .info
‎.info‏ (کوتاه‌شدهٔ ‎.information‏) یک دامنه سطح‌بالای عمومی (gTLD) در سامانه نام دامنه (DNS) اینترنت است که برای وبگاه‌های اطلاعاتی در نظر گرفته شده‌است، هرچند برای ثبت این نوع دامنه، محدودیت خاصی وجود ندارد. دامنهٔ info TLD پاسخی به درخواست‌های تبلیغاتی زیاد آیکان بود که در اواخر سال ۲۰۰۰ میلادی هفت دامنه سطح‌بالا جدید عرضه شدند.